# Claire Lefilliâtre

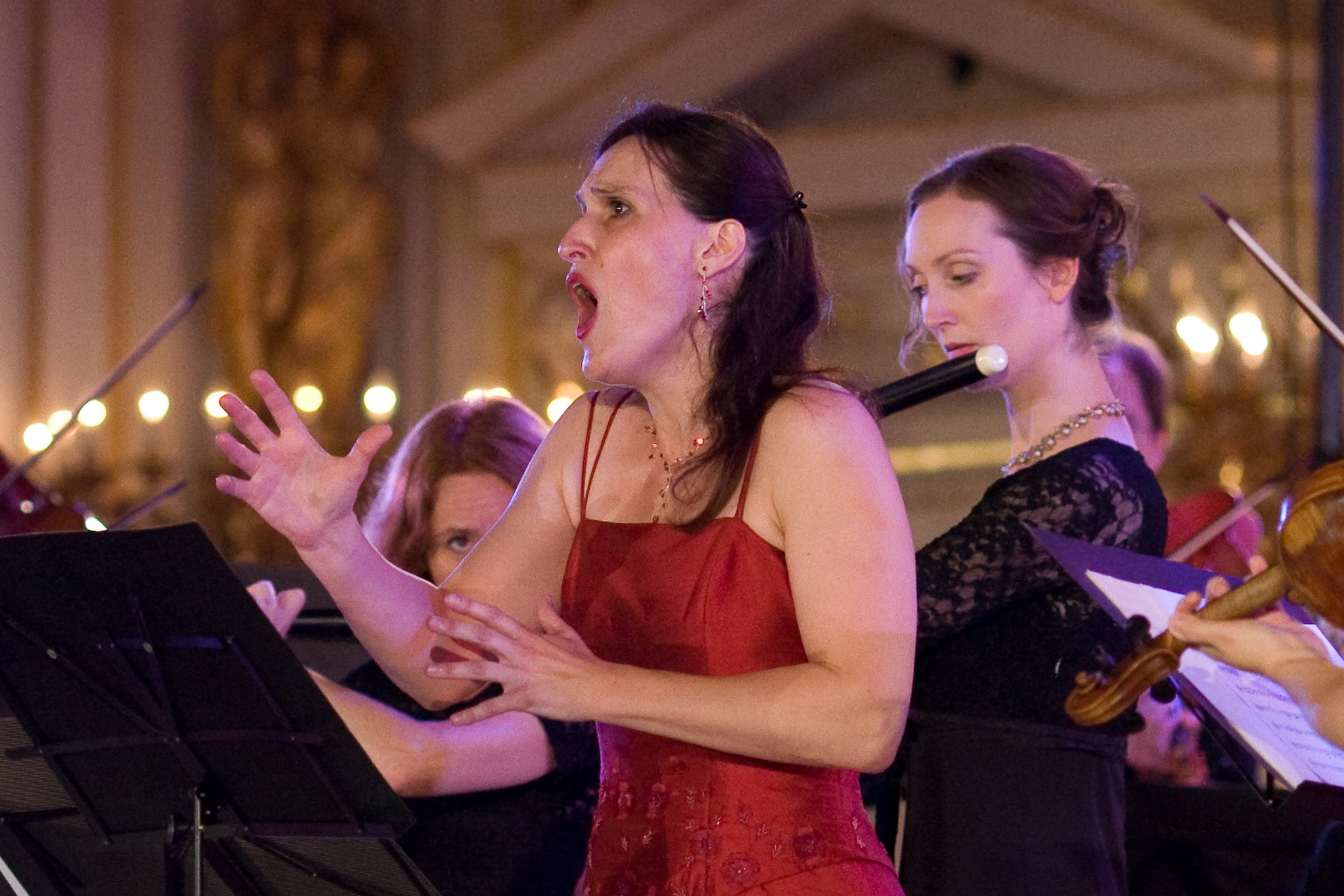
In Prag 2013

Claire Lefilliâtre ist eine französische Sopranistin, die sich auf den Barockgesang spezialisiert hat.

## Leben
Claire Lefilliâtre begann im Alter von 16 Jahren mit dem Gesangsstudium am Conservatoire National de Région (CNR) in Caen. Dort erhielt sie 1995 den 1. Preis für Gesang und Musikgeschichte. Sie studierte außerdem Theater- und Filmwissenschaft an der Universität von Caen sowie Gesang bei Alain Buet und Raphaël Sikorski. Seit 1999 gehört sie dem französischen Barock-Ensemble Le Poème Harmonique unter der Leitung von Vincent Dumestre an. Sie arbeitete, neben vielen weiteren internationalen Engagements, mit den Ensembles La Fenice und Pratum integrum zusammen. „Ihr Interesse für Barockmusik vertiefte sie in Studien bei Montserrat Figueras, Jill Feldman und Howard Crook (Interpretation), sowie Eugène Green und Benjamin Lazar (Rhetorik und barocke Gestik), um sich eine eigenständige Haltung zur Verzierungstechnik der französischen und italienischen Musik des 17. Jahrhunderts anzueignen.“ In der Spielzeit 2015/16 war sie Solistin beim 2. Festspiel-Barockkonzert der Bayerischen Staatsoper.

## Diskographie

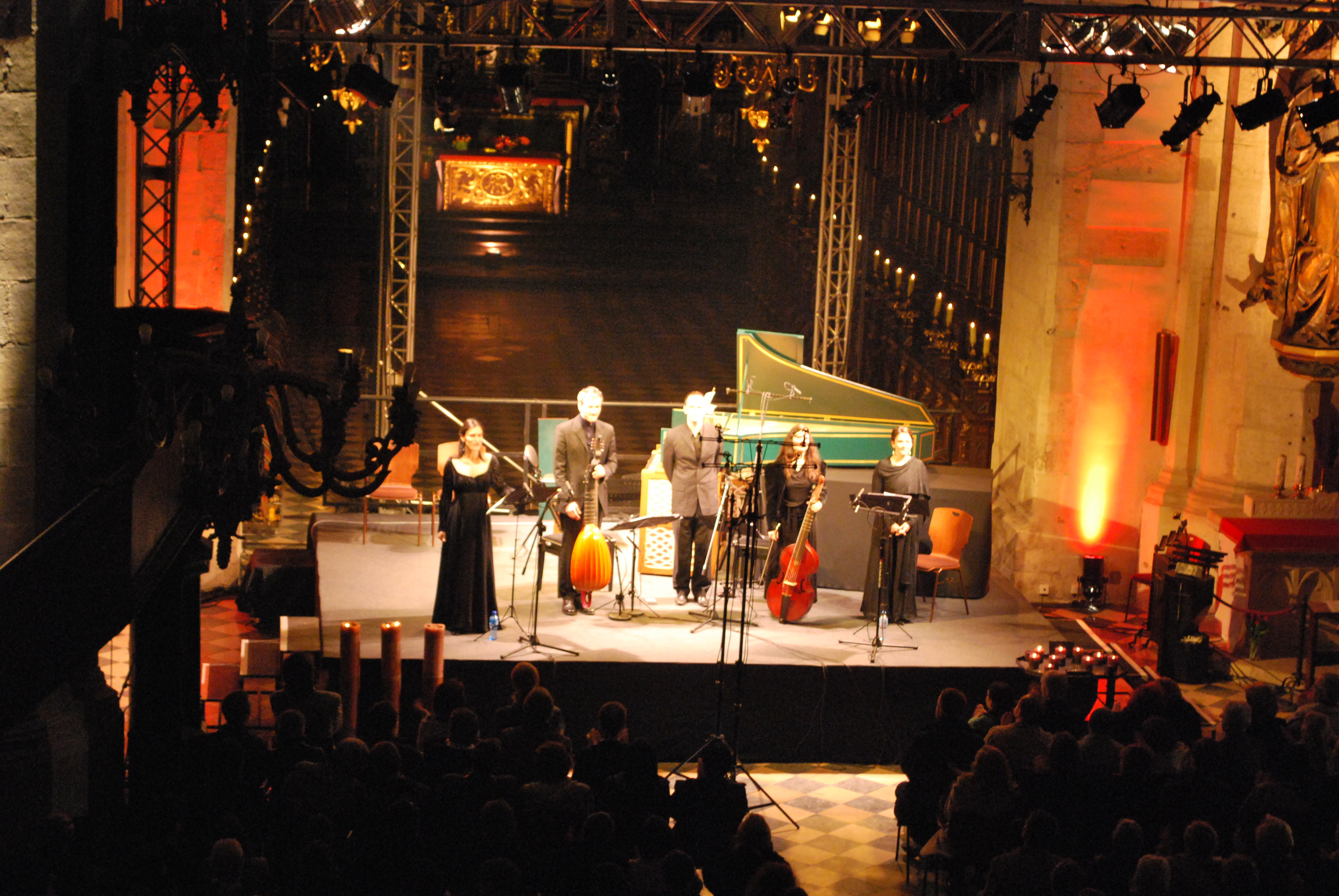
Le Poème Harmonique während eines Konzerts in der St. Katharinen-Kirche in Krakau im Rahmen des Misteria Paschalia Festivals, 8. April 2009 (ganz links: Claire Lefilliâtre)

### Aufnahmen mit dem EnsembleLe Poème Harmonique
- 1999 L'Humaine Comédie by Etienne Moulinié with Sophie Watillon and Friederike Heumann (Alpha)
- 2001 Aux Marches du Palais (Alpha)
- 2001 Lamentations by Emilio de Cavalieri (Alpha)
- 2002 Le Consert des Consorts by Pierre Guédron with Sophie Watillon and Friederike Heumann (Alpha)
- 2002 Il Fasolo ? (Alpha)
- 2002 Tenebrae by Michel-Richard de Lalande (Alpha)
- 2003 Nova Metamorfosi (Alpha)
- 2003 Je meurs sans mourir by Antoine Boesset (Alpha)
- 2004 Plaisir d'amour with Bruce Duisit and Isabelle Druet
- 2005 Le Bourgeois gentilhomme at the Royal Opera of Versailles with Benjamin Lazar (DVD) (Alpha), le grand prix du disque and DVD of the Académie Charles-Cros, baroque music category
- 2007 Carnets de voyages by Charles Tessier (Alpha)
- 2008 Cadmus & Hermione by Jean-Baptiste Lully and Philippe Quinault (DVD) (Alpha)
- 2010 Combattimenti Monteverdi-Marazzoli  (including the Lamento della Ninfa) (Alpha)

### Weitere Aufnahmen
- Motets à une et deux voix by André Campra with Raphaële Kennedy and the ensemble Da Pacem (Arion)
- Madrigali e Altre Musiche Concertate by Tarquinio Merula with the ensemble Suonare e Cantare (Disques Pierre Verany)
- Muse honorons l'illustre & grand Henry by Claude Lejeune with Les Pages & les Chantres of the Centre de Musique Baroque de Versailles, dir. Olivier Schneebeli (Alpha)
- Histoire de la nativité by Heinrich Schütz with Hans-Jörg Mammel and the Chœur de chambre de Namur and the ensemble La Fenice, dir. Jean Tubéry (K617)
- Te Deum H.146 by Marc-Antoine Charpentier with the Chœur de chambre de Namur and the ensemble La Fenice, conducted by. Jean Tubéry (Ricercar) 2004.
- Christ lag in Todesbanden by Johann Pachelbel with the Chœur de chambre de Namur and the ensemble Les Agrémens, dir. Jean Tubéry (Ricercar)

## Filmographie
- Lefilliâtre lieh Natacha Régnier ihre Stimme für die Interpretation von Monteverdis Lamento della ninfa in dem Film Le Pont des Arts (frz.) unter der Regie von Eugène Green im Jahr 2004. Die gesamte Musik in diesem Film wird von Le Poème Harmonique unter der Leitung von Vincent Dumestre interpretiert.

- Le Fils de Joseph, von Eugène Green (2016)